# Катеринівка (селище, Луганський район)
Катеринівка (до 14.07.2016 року — Ювілейне) — селище в Україні, у Луганській міській територіальній громаді Луганського району Луганської області. З 2014 року є окупованим.

## Загальні відомості
Населення 13 600 меш. (1984), 15 830 меш. (2001), 16 948 (2014). Селище належить до міста Луганська та знаходиться на відстані менше 1 км на захід. У Ювілейному знаходиться одне з луганських тролейбусних депо (селище сполучається з центральною частиною міста тролейбусом № 57), Луганський державний університет внутрішніх справ імені Едуарда Дідоренка, школи № 53 і 54, ліцей № 3 та своя інфраструктура. Більшість мешканців селища працюють на шахті чи в центральній частині міста Луганськ. У селищі працює Групова збагачувальна фабрика “Луганська”.

## Історія

### Війна на сході України
Повідомлялося, що 19 липня 2014 року збройні сили України — регулярні частини та добровольчі батальйони — зайняли селище Ювілейне та встановили в центрі селища державний прапор України. За іншими даними, українські сили до Ювілейного не увійшли, а зайняли Веселу Тарасівку, що на заході від Ювілейного, та вели обстріл селища, позбавивши таким чином загони ЛНР прямого транспортного сполучення з містами Перевальськ та Донецьк. Повідомлялось, що 20 липня терористи застрелили оперуповноваженого райвідділу міліції майора Татаренка Тараса Валерійовича.
26 липня з'явилася уточнююча інформація, що селище Ювілейне не знаходиться під контролем підрозділів ЗСУ або добробатів. Внаслідок обстрілів селища загинули місцеві мешканці — повідомив журналіст Всеволод Філімоненко; за його словами, близько 11-ї години терористи провели обстріл селища, артилерійський вогонь вівся з копра шахти Мащенська: «біля магазину „АТБ“ багато вбитих і поранених місцевих жителів. Прибула швидка, але терористи не дають медиками забрати поранених і тіла загиблих, оскільки спочатку бойовики чекають приїзду знімальної групи каналу „Росія 24“». За словами працівників місцевої швидкої допомоги (у селищі знаходиться станція швидкої допомоги), які кожен день виїжджали на виклики до поранених та на огляд та підтвердження смерті загиблих, обстріли тривали понад 40 днів поспіль без жодного дня без обстрілів (весь цей час ЗСУ жодного разу до селища не входили), у наслідок чого ушкоджено багато інфраструктурних будівель та багатоповерхових будинків, вбито та поранено декілька мешканців селища.[джерело?]

## Населення

### Мова
Розподіл населення за рідною мовою за даними перепису 2001 року:
| Мова            | Кількість | Відсоток |
| --------------- | --------- | -------- |
| російська       | 12758     | 80.59%   |
| українська      | 2990      | 18.89%   |
| білоруська      | 31        | 0.20%    |
| вірменська      | 14        | 0.09%    |
| польська        | 7         | 0.04%    |
| румунська       | 4         | 0.03%    |
| грецька         | 2         | 0.01%    |
| інші/не вказали | 24        | 0.15%    |
| Усього          | 15830     | 100%     |